# Xã Fall Creek, Quận Henry, Indiana
Xã Fall Creek (tiếng Anh: Fall Creek Township) là một xã thuộc quận Henry, tiểu bang Indiana, Hoa Kỳ. Năm 2010, dân số của xã này là 4.612 người.